# Expansion Pak

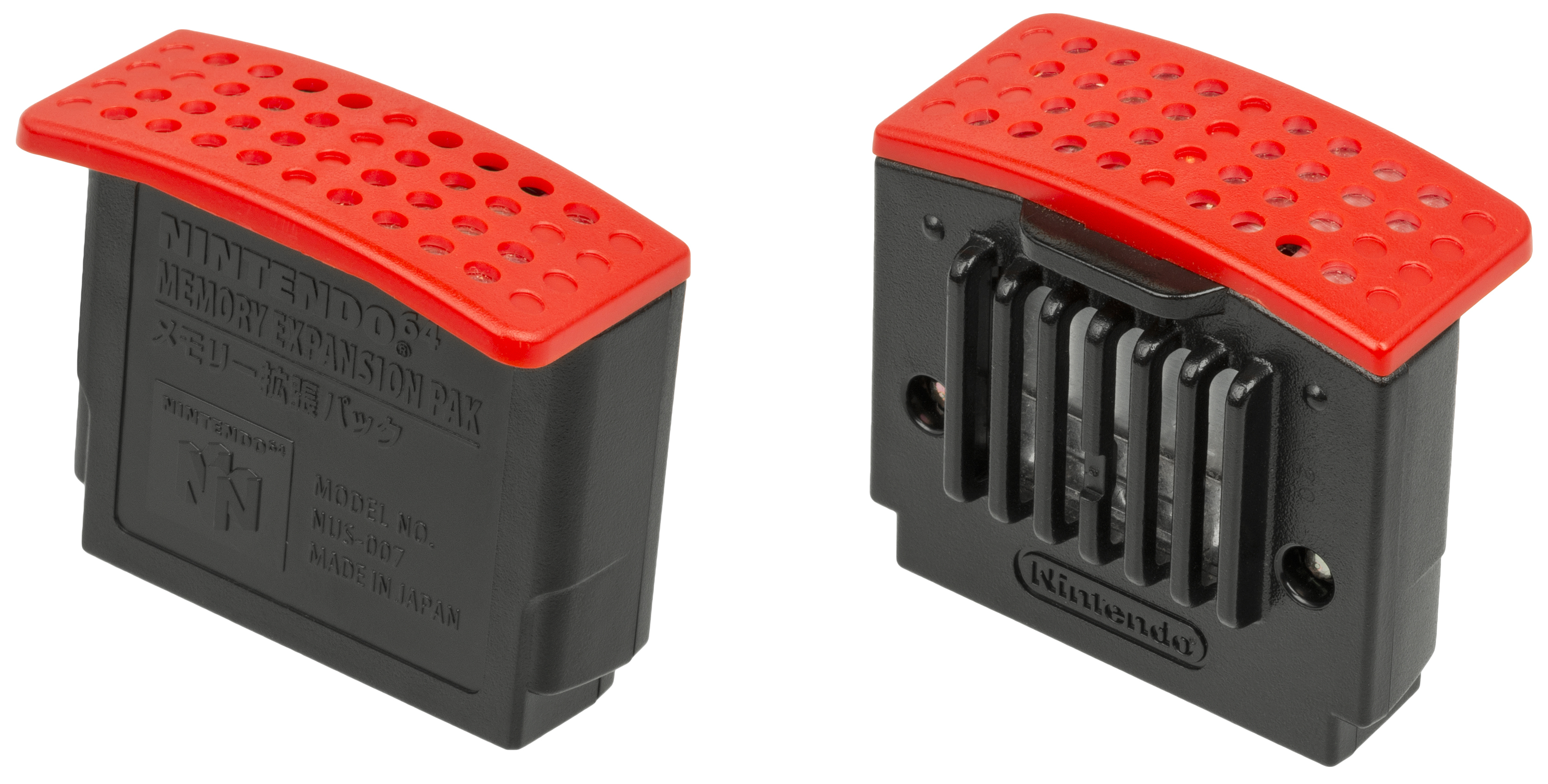
O Expansion Pak de 4MB para Nintendo 64.

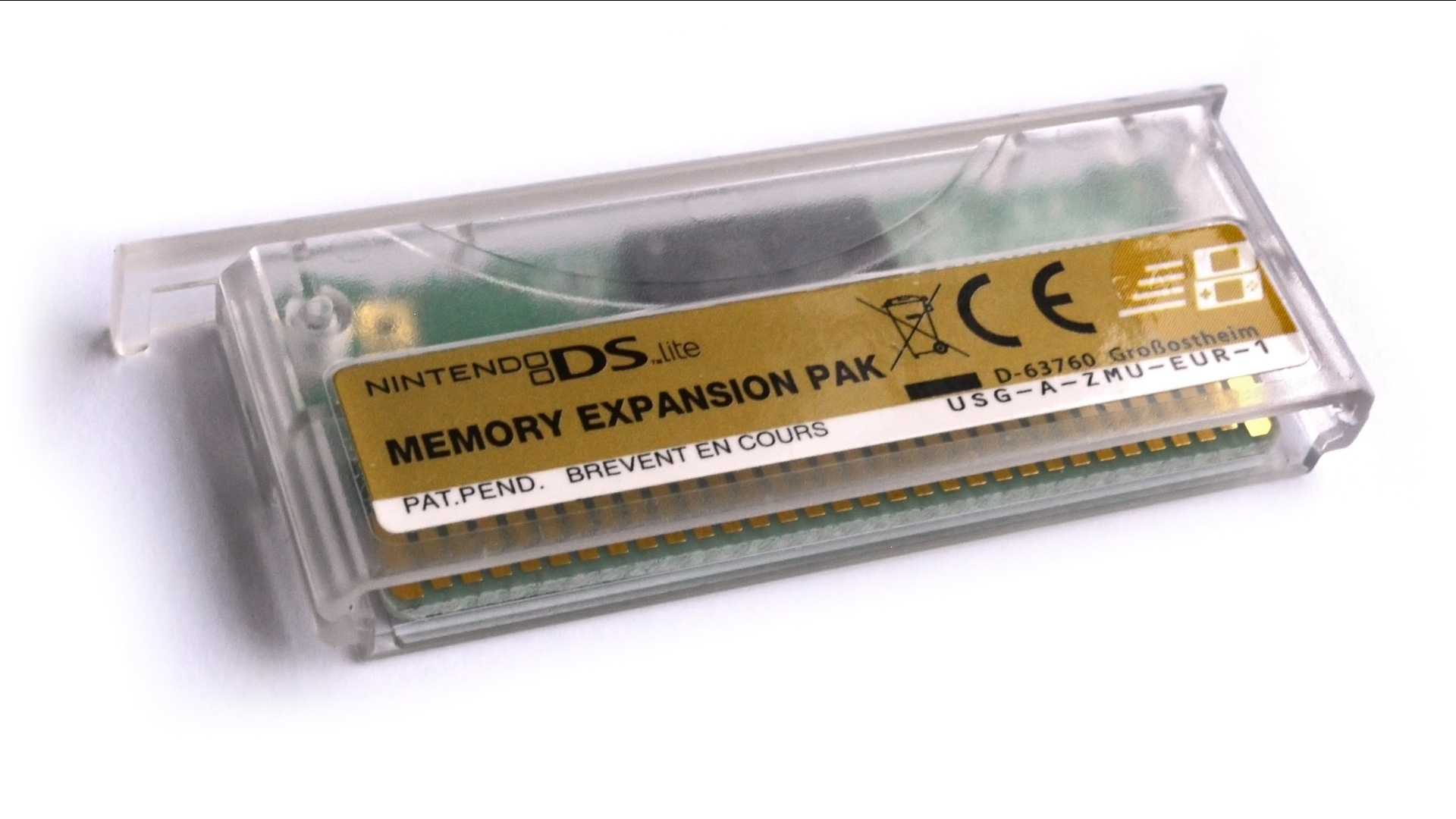
Memory Expansion Pak de 8MB para Nintendo DS.

O Expansion Pak, lançado no Brasil como Cartucho de Expansão, é um módulo adicional e opcional lançado pela Nintendo para o console Nintendo 64. Com ele o console ganha quatro megabytes adicionais de memória RAM. Esta adição é necessária para alguns jogos, como Donkey Kong 64, Perfect Dark, The Legend of Zelda: Majora's Mask o primeiro jogo a utilizá-lo, e implementa novos recursos gráficos em outros.